# Cycnoderus copei
Cycnoderus copei là một loài bọ cánh cứng trong họ Cerambycidae.